# 刘敦桢
刘敦桢（1897年9月19日—1968年5月10日），字士能，号大壮室主人，湖南新宁人，中国建筑学家，建筑史学家，建筑教育家，中国建筑史学的开拓者，中国古建筑研究领域的先驱者，中国现代建筑学的重要奠基人，中国建筑学教育的重要开创者。与呂彥直、童寯、梁思成、杨廷宝合称“建筑五宗师”。

## 生平
刘敦桢生于官宦家庭，4岁起接受启蒙教育。1908年就读于长沙楚怡学校。
1913年考取官费，东渡日本留学。1916年入东京高等工业学校机械科，次年转建筑科学习。
1922年回国，与柳士英等人在上海创办了第一所由中国人经营的华海建筑师事务所。
1923年，与柳士英、黄祖淼、朱士圭等人创设苏州工业专门学校建筑科，为中国正规培养中等建筑工程技术专业人才的开端。
1925年曾回长沙执教于湖南大学土木系，次年返苏州工专。1927年，南京国立东南大学与苏州工业专门学校等校合并为第四中山大学。12月，刘敦桢带领苏州工业专门学校建筑科并入第四中山大学工学院，筹设建筑系，和刘福泰、卢奉璋、贝季眉、李义士等人参与创建國立中央大學建筑系，为中国建筑学高等教育的源头。
1930年，与陈敬在长沙基督青年会举行婚礼。随后加入北平中国营造学社，在中央大学建筑系执教至1933年，同年举家由南京迁往北平，就任营造学社专职研究员及文献部主任，从事中国古建筑研究。
1943年，重返中央大学任建筑系教授，翌年兼任系主任，延聘杨廷宝、童寯、哈雄文、李惠伯等名师；1944年兼任中央大学工学院院长；1946年中大自重庆迁回南京，1949年中央大学改名南京大学，仍任南京大学建筑系教授。
1952年南京大学工学院独立组建南京工学院，此后一直在南京工学院执教，任建筑系教授，后兼系主任及中国建筑历史与理论研究室主任。
1955年当选为中国科学院技术科学部委员（院士）。曾任中国建筑学会理事。文革中受迫害。
1968年5月10日在南京逝世。

## 著作
- 《刘敦桢文集》 （共四卷）
- 《中国住宅概说》
- 《苏州的园林》
- 《中国建筑简史》 （主持编写）
- 《中国古代建筑史》 （主持编写）
- 《刘敦桢全集》 （共十卷）  中国建筑工业出版社
- 《苏州古典园林》（1979）